# Briciu
Briciu – w mitologii celtyckiej władca Ulsteru, który zorganizował ucztę dla wszystkich ulsterskich bohaterów.
Ogłosił na niej, że porcję należną bohaterowi tzw. Curad-mir da najodważniejszemu z nich. W tym momencie wstało trzech wielkich wojowników irlandzkich – Cúchulainn, Conall Cernach oraz Laoghaire i rozpoczęli walkę o ten zaszczyt. Walka jednak nie wyłoniła zwycięzcy. Briciu w celu zakończenia sporu zaproponował próbę ścinania głów z olbrzymem.  Próba ta miała sprawdzić odwagę herosów. Każdy z nich miał obciąć głowę olbrzymowi ze świadomością, że na drugi dzień sami podłożą swoje głowy pod topór. Wszyscy trzej ścięli głowę potworowi. Nazajutrz jednak Conall Cernach i Laoghaire nie stawili się do podjęcia wyzwania postawionego przez olbrzyma. Jedynie Cuchulainn uznał za honorowe stawić się na miejscu i czekać na ruch ze strony przeciwnika. W tym momencie został ogłoszony najdzielniejszym człowiekiem w Irlandii. Olbrzymem był w istocie przemieniony ulsterski bohater Cú Roí.